# Gasparilla Open
O Gasparilla Open foi um torneio masculino de golfe no PGA Tour disputado entre os anos de 1932 e 1935, no Palma Ceia Golf & Country Club, em Tampa, Flórida. O torneio usou o formato de jogo por buraco e, daí em diante, para o formato de jogo por tacadas.

## Campeões
- 1935 Walter Hagen
- 1934 Denny Shute
- 1933 Denny Shute
- 1932 Paul Runyan